# Özkan Yorgancıoğlu

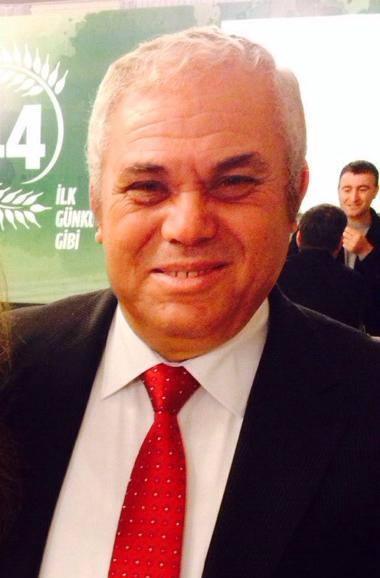
Özkan Yorgancıoğlu

Özkan Yorgancıoğlu (* 1. August 1954 in Lempa, Bezirk Paphos) ist ein zyperntürkischer Politiker. Er war von 2013 bis 2015 Ministerpräsident der Türkischen Republik Nordzypern.
Yorgancıoğlu wurde 1954 im Dorf Lempa im Südwesten der britischen Kronkolonie Zypern geboren. Er studierte an der wirtschaftswissenschaftlichen Fakultät der Universität Istanbul und graduierte 1980 in Politikwissenschaft. Er ist verheiratet und hat zwei Töchter.
Er trat 1974 in die Cumhuriyetçi Türk Partisi ein. 2011 folgte er Ferdi Sabit Soyer als Parteivorsitzender. 2015 trat er von seinem Amt zurück und gab seinen Posten als Parteivorsitzender an Mehmet Ali Talât weiter.
Im Kabinett von Ministerpräsident Ferdi Sabit Soyer war er von Januar 2004 bis September 2006 Minister für Jugend und Sport. Bei den Parlamentswahlen 2006, 2009 und 2013 wurde er im Wahlkreis Nikosia ins Parlament gewählt. Nachdem die CTP-BG bei den vorgezogenen Wahlen vom 28. Juli 2013 stärkste Partei wurde, trat die Interrims-Regierung unter Sibel Siber zurück. Yorgancıoğlu wurde am 2. September 2013 Ministerpräsident einer Koalitionsregierung von CTP, und DP. Am 3. Juli 2015 erklärten er und seine Koalitionsregierung den Rücktritt.